# Кирцнер, Израэль
Израэль Меир Кирцнер (Israel Meir Kirzner, также Yisroel Mayer Kirzner; р. 13 февраля 1930) — американский экономист еврейского происхождения, представитель Австрийской школы.

## Биография
Родился в Лондоне, приехал в США из Южной Африки. Сын известного раввина и талмудиста.

### Образование
Учился в Кейптаунском университете в 1947-48 и по программе экстернов Лондонского Университета в 1950-51. Получил степень бакалавра искусств summa cum laude в Бруклинском колледже в 1954, а MBA в 1955. PhD получил в 1957 в Университете Нью-Йорка, где его учителем был Людвиг Мизес.

### Иудаизм
Кирцнер также является рукоположенным раввином и исследователем Талмуда и служит раввином общины, которую когда-то возглавлял его отец в Бруклине, Нью-Йорк. Он является одним из самых известных учеников раввина Исаака Хутнера, покойного декана Yeshiva Rabbi Chaim Berlin, где он учился в течение многих лет, в те же годы, когда получил академическое образование.

## Экономическая деятельность

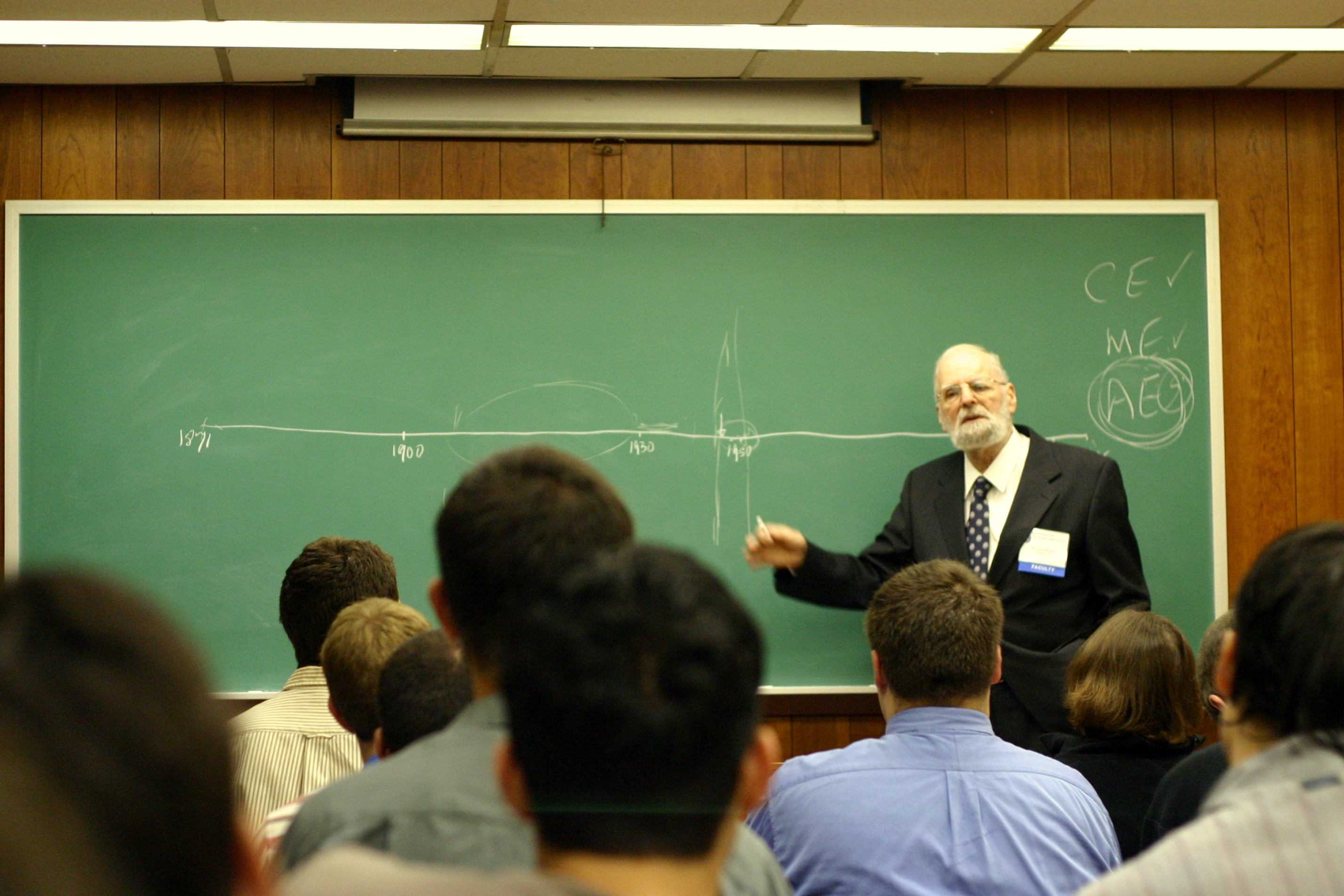
На лекции в 2006

Кирцнер — заслуженный профессор экономики Нью-Йоркского университета и один из ведущих специалистов по экономическому анализу и методологии Людвига фон Мизеса. Исследования Кирцнера в области экономики предпринимательства также широко известны. Его magnum opus это «Конкуренция и предпринимательство», где он критикует неоклассическую теорию за её увлечённость моделью совершенной конкуренции, которая игнорирует важную роль предпринимателя в экономической жизни. Подчёркивается значимость вклада Кирцнера по интеграции предпринимательской деятельности в неоклассическую экономику и развитие идей Австрийской школы. Почётный доктор нескольких университетов, также в его честь назван университетский центр предпринимательства.
В 2006 году Кирцнер получил престижную премию Global Award for Entrepreneurship Research «за развитие экономической теории, подчёркивающей важность предпринимателя для экономического роста и функционирования капиталистического процесса». Хотя идеи Кирцнера оказали большое влияние на область изучения предпринимательства, его в основном ассоциируют с точкой зрения открытия новых перспектив. Однако внимательное прочтение работ Кирцнера позволяет предположить, что его работы по предпринимательству можно разделить на два лагеря, один из которых фокусируется на открытии, а другой — на создании.
Как и в случае с Йозефом Шумпетером, работы Кирцнера можно условно разделить на два периода. Основные работы Кирцнера посвящены экономике знаний и предпринимательства, а также этике рынков. Сам Кирцнер говорил, что он согласен с утверждением Роджера Гаррисона о том, что работы Кирцнера занимают среднюю позицию, в отличие от недавней, более экстремальной позиции некоторых экономистов Австрийской школы, которые отрицают значимость рыночного равновесия.

## Работы
- «Entrepreneurial Discovery and The Competitive Market Process: An Austrian Approach», Journal of Economic Literature. (март 1997) via JSTOR
- The Meaning of Market Process, (Routledge 1992)
- Discovery, Capitalism and Distributive Justice, (Basil Blackwell 1989)
- Discovery and the Capitalist Process, (Чикаго, 1985)
- The Economic Point of View: An Essay in the History of Economic Thought, (Kansas City: Sheed and Ward, Inc., 1976; online)
- Perception, Opportunity and Profit: Studies in the Theory of Entrepreneurship, (Chicago, 1973)
- Competition and Entrepreneurship, (Chicago 1973), ISBN 0-226-43776-0.
  - Израэл Кирцнер Конкуренция и предпринимательство. — Социум, 2010. — XIII, [1], 268, [1] с.
- An Essay on Capital, (A.M. Kelley, 1966)
- Market Theory and the Price System, (Van Nostrand, 1963)